# Hausmacht
Als Hausmacht bezeichnet man den gesamten verfügbaren territorialen Besitz eines Adelsgeschlechts in einem feudalistischen Herrschaftsgebilde.
Zu besonderer Bedeutung kam die Hausmacht im Heiligen Römischen Reich im Spätmittelalter, da dort die Macht eines Königsgeschlechtes seit dem Interregnum von der Größe seiner Hausmacht abhing. Viele deutsche Landesherren strebten eine Erweiterung ihrer Hausmacht an und betrieben deshalb eine intensive Hausmachtpolitik. Die Bedeutung der Hausmacht nahm durch eine verstärkte Nutzung der Reichspfandschaften seitens des Königtums (vor allem im 14. Jahrhundert) zu, da sich nun die Könige nicht mehr in erster Linie auf das schwindende Reichsgut, sondern auf das jeweils verfügbare eigene Hausgut stützten.
Im übertragenen Sinn ist eine Hausmacht die auf Unterstützer innerhalb einer Organisation gegründete Macht, auf die jemand bauen kann, um politische oder ökonomische Ziele durchzusetzen.